# Capo Verde ai Giochi della XXXII Olimpiade
Capo Verde ha partecipato ai Giochi della XXXII Olimpiade, che si sono svolti a Tokyo, Giappone, dal 23 luglio all'8 agosto 2021 (inizialmente previsti dal 24 luglio al 9 agosto 2020 ma posticipati per la pandemia di COVID-19) con 6 atleti in 5 discipline.

## Delegazione
| Sport            | Uomini | Donne | Totale |
| ---------------- | ------ | ----- | ------ |
| Atletica leggera | 1      | -     | 1      |
| Ginnastica       | 1      | -     | 1      |
| Judo             | -      | 1     | 1      |
| Pugilato         | -      | 1     | 1      |
| Nuoto            | 1      | 1     | 2      |
| Totale           | 3      | 3     | 6      |

## Risultati

### Atletica leggera
Maschile
Eventi su pista e strada
| Atleta         | Evento         | Batteria  | Batteria  | Semifinale      | Semifinale      | Finale          | Finale          |
| Atleta         | Evento         | Risultato | Posizione | Risultato       | Posizione       | Risultato       | Posizione       |
| -------------- | -------------- | --------- | --------- | --------------- | --------------- | --------------- | --------------- |
| Jordin Andrade | 400 m ostacoli | 50"64     | 7º        | Non qualificato | Non qualificato | Non qualificato | Non qualificato |

### Ginnastica

#### Ginnastica ritmica
| Atleta       | Evento               | Qualificazione | Qualificazione | Qualificazione | Qualificazione | Qualificazione | Qualificazione | Finale          | Finale          | Finale          | Finale          | Finale          | Finale          |
| Atleta       | Evento               | Attrezzo       | Attrezzo       | Attrezzo       | Attrezzo       | Totale         | Pos.           | Attrezzo        | Attrezzo        | Attrezzo        | Attrezzo        | Totale          | Pos.            |
| Atleta       | Evento               | Cerchio        | Palla          | Clavi          | Nastro         | Totale         | Pos.           | Cerchio         | Palla           | Clavi           | Nastro          | Totale          | Pos.            |
| ------------ | -------------------- | -------------- | -------------- | -------------- | -------------- | -------------- | -------------- | --------------- | --------------- | --------------- | --------------- | --------------- | --------------- |
| Márcia Lopes | Concorso individuale | 7.550          | 13.200         | 12.550         | 9.550          | 42.850         | 26ª            | Non qualificata | Non qualificata | Non qualificata | Non qualificata | Non qualificata | Non qualificata |

### Judo
| Atleta           | Evento          | Preliminari          | 16-esimi                        | Ottavi                            | Quarti               | Semifinali           | Ripescaggio          | Finale               | Pos.            |
| Atleta           | Evento          | Avversario Punteggio | Avversario Punteggio            | Avversario Punteggio              | Avversario Punteggio | Avversario Punteggio | Avversario Punteggio | Avversario Punteggio | Pos.            |
| ---------------- | --------------- | -------------------- | ------------------------------- | --------------------------------- | -------------------- | -------------------- | -------------------- | -------------------- | --------------- |
| Sandrine Billiet | 63 kg femminile | N.D.                 | Farangiz Khojieva V (100 - 000) | Clarisse Agbegnenou P (000 - 010) | Non qualificata      | Non qualificata      | Non qualificata      | Non qualificata      | Non qualificata |

### Nuoto
| Atleta     | Evento                     | Batterie | Batterie  | Semifinali      | Semifinali      | Finale          | Finale          |
| Atleta     | Evento                     | Tempo    | Posizione | Tempo           | Posizione       | Tempo           | Posizione       |
| ---------- | -------------------------- | -------- | --------- | --------------- | --------------- | --------------- | --------------- |
| Troy Pina  | 50 m stile libero maschili | 25"97    | 58º       | Non qualificato | Non qualificato | Non qualificato | Non qualificato |
| Jayla Pina | 100 m rana femminili       | 1'16"96  | 40ª       | Non qualificata | Non qualificata | Non qualificata | Non qualificata |

### Pugilato
| Atleta                | Evento              | 16-esimi             | Ottavi               | Quarti               | Semifinali           | Finale               | Pos.            |
| Atleta                | Evento              | Avversario Punteggio | Avversario Punteggio | Avversario Punteggio | Avversario Punteggio | Avversario Punteggio | Pos.            |
| --------------------- | ------------------- | -------------------- | -------------------- | -------------------- | -------------------- | -------------------- | --------------- |
| Daniel Varela de Pina | Pesi mosca maschile | Zoirov P (0-5)       | Non qualificato      | Non qualificato      | Non qualificato      | Non qualificato      | Non qualificato |